# Nevele
Nevele è un comune belga di 11 937 abitanti, situato nella provincia fiamminga delle Fiandre Orientali.

## Geografia fisica

### Territorio
|  | Il comune di Nevele è composto da 6 abitati principali: - Nevele (I) - Hansbeke (II) - Merendree (III) - Landegem (IV) - Poesele (V) - Vosselare (VI) |

Gli abitati confinanti sono: (a) Lovendegem, (b) Drongen, comune di Gent, (c) Sint-Martens-Leerne, comune di Deinze, (d) Bachten-Maria-Leerne, comune di Deinze, (e) Meigem, comune di Deinze, (f) Lotenhulle, comune di Aalter, (g) Bellem, comune di Aalter, (h) Zomergem